# Kepr

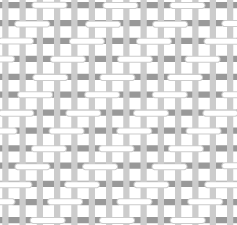
Struktura K2/2 – posunem o jednu osnovní nit doprava na každém útkovém řádku se dosáhne šikmého řádkování

Vzorkovnice osnovního kepru

Vzorkovnice útkového kepru

Kepr (anglicky twill) je jedna ze tří základních vazeb tkanin. Keprovou vazbu označujeme písmenem „K“ a rozpoznáme ji podle toho, že je vytvářena soustavou šikmých souběžných řádků, jdoucích na povrchu tkaniny zprava doleva, nebo směrem opačným.

## Konstrukce vazby
Podle toho, která soustava nití (osnova nebo útek) převažuje na líci tkaniny, rozeznáváme K osnovní a K útkový, podle směru řádku rozeznáváme K pravý a K levý (někdy označované písmenem S-levý nebo Z-pravý).
Nejmenší střídu (2/1) má třívazný kepr, ve kterém je každý útkový řádek tvořen dvěma osnovními vazními body (ve vzorkovnici jsou vyznačeny černou barvou) a jedním útkovým vazným bodem (nevyznačuje se, zůstává bílá barva). Osnovní vazné body se postupně vystřídají ve všech třech útkových i osnovních řádcích. Opakováním střídy v osnovním i útkovém směru se na tkanině vytváří charakteristické šikmé řádky.
Ze základních keprů se různými způsoby (zesilování, přisazování, spojování, změny směru, lomení ve střídě i po střídě) vytvářejí kepry odvozené.

## Odvozeniny keprové vazby
- K odvozeným vazbám se řadí kepr: zesílený, zesílený oboulícní, lomený, hrotový, křížový, víceřádkový, vícestupňový, cirkas aj.
- K dalším druhům patří  kepry, které nemají větší význam pro určování typu tkaniny. Je to kepr stínový, klikatý,  křížový kepr s efekty, přerušovaný, vlnitý, přisazovaný, složený nebo vkládaný.

## Druhy tkaniny v keprové vazbě
Ke známým druhům patří například:
- Bavlnářské -  bavlnářský gabardén, pracovní kepr, denim, bavlněný flanel
- Vlnařské -  diagonál, gabardén, gabarding, tvil,  kašmír, koverkot, ševiot, serž, trikotýn, sharkskin
- Lnářské -   cvilich, grádl
- Hedvábnické - serž, tvil, šarmé, fulár[1]

## Použití
Keprové vazby se používají na technické tkaniny, podšívky, dámské šatovky, pánské oblekovky, vojenské a policejní uniformy a mnoho jiných.

## Galerie keprových tkanin

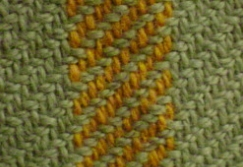
Kepr 2/2
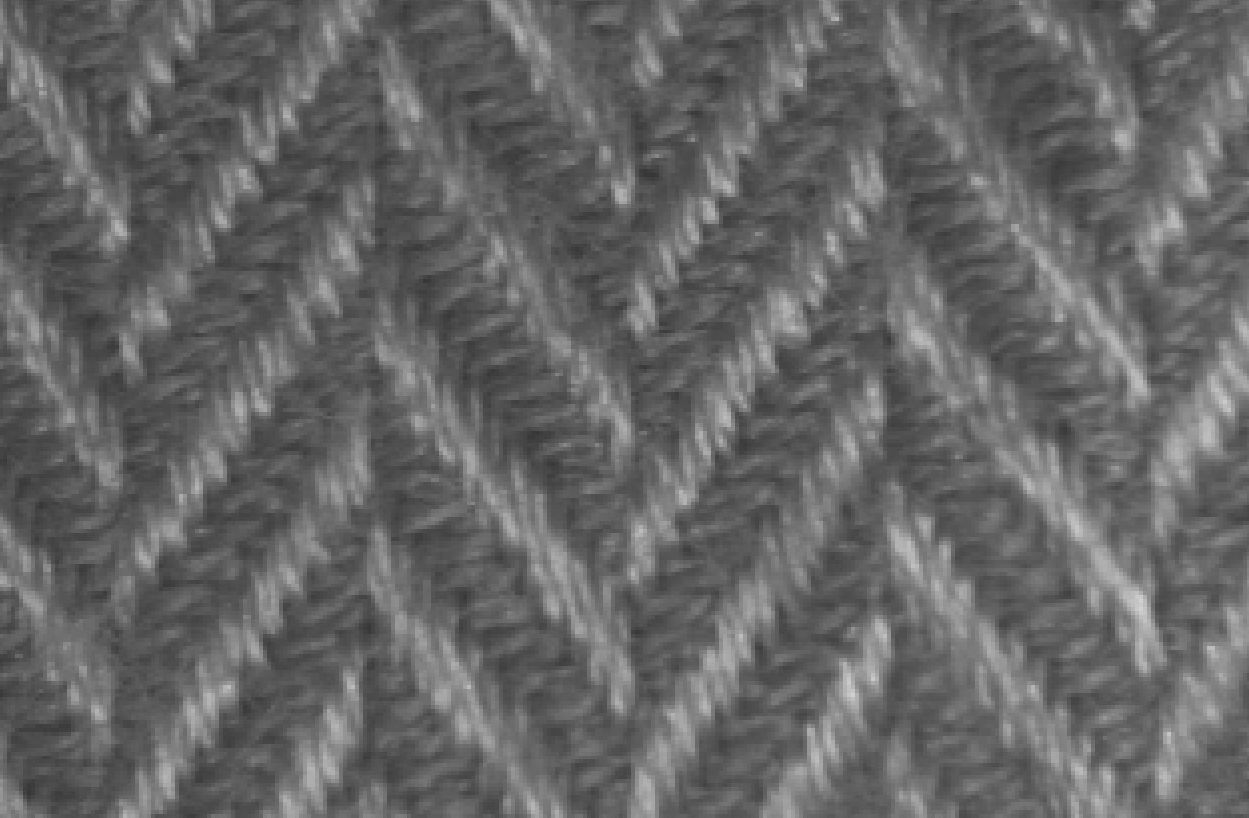
Odvozená oboulícní vazba, nazývaná „rybí kost“
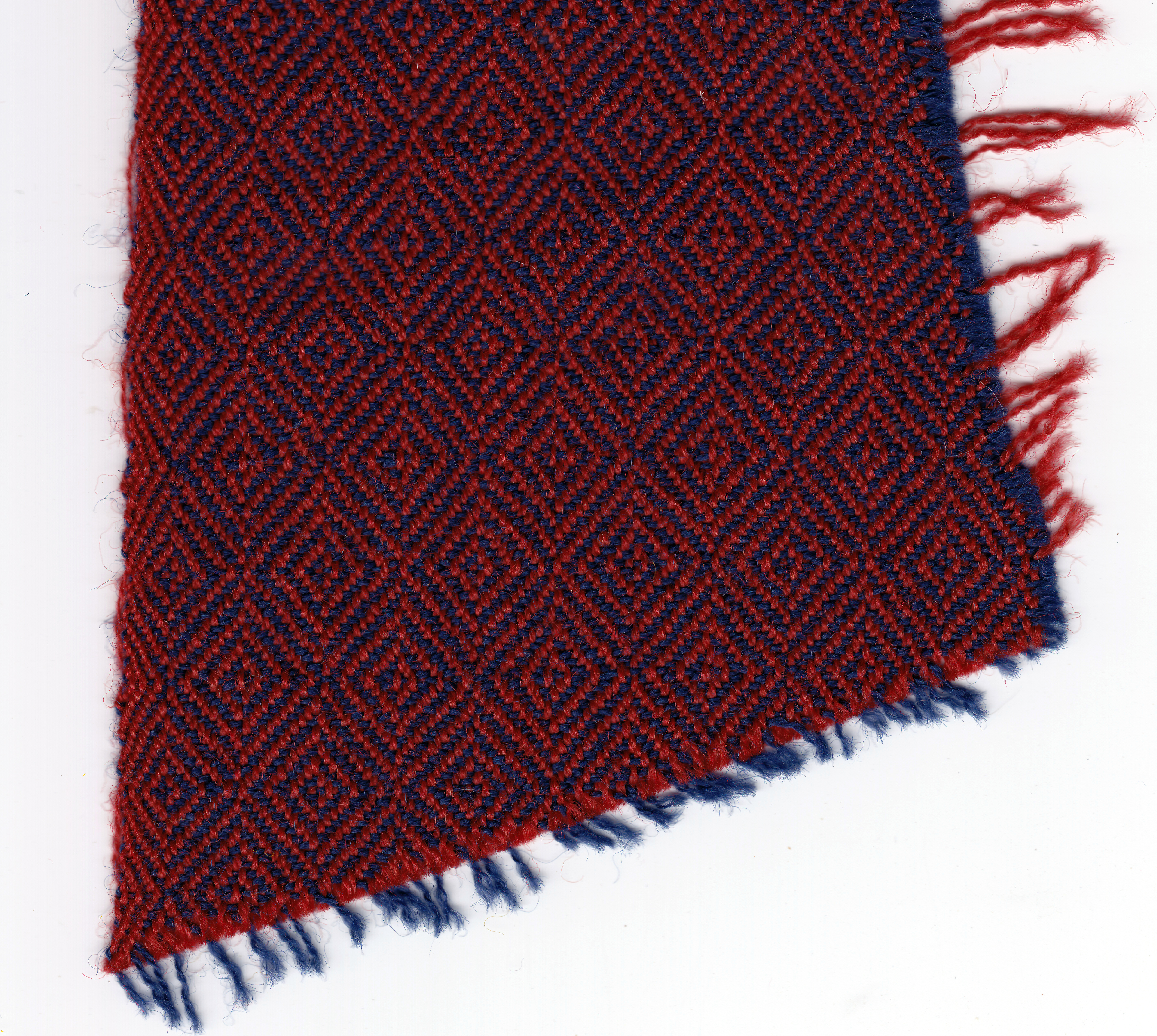
Vlněný křížový kepr
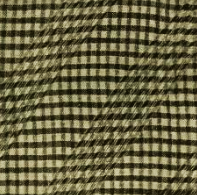
Podélná keprová vazba vetkaná do základního plátna
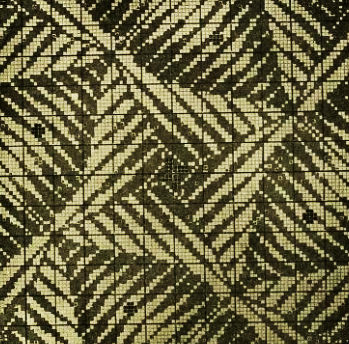
Kosočtverečné vzory tkané na stínovém kepru
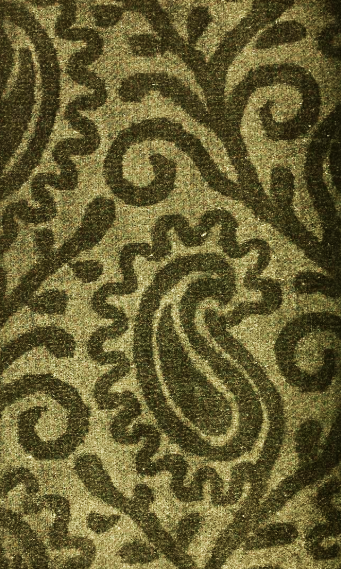
Froté vetkané do keprové tkaniny z česané vlny